# Tófű
Tófű es un pueblo ubicado en el distrito de Komló, en el condado de Baranya, Hungría.

## Superficie
Posee una superficie de 4,340 kilómetros cuadrados.

## Demografía
Hasta 2019 la población era de 108 habitantes, con una densidad de población de 24,88 habitantes por kilómetro cuadrado.